# 約翰·佛克塞
約翰·佛克塞（John Foxe，1516年—1587年4月18日）為十六世紀英國愛德華六世、瑪麗一世和伊莉莎白一世時期的歷史學家、新教徒牧師──致力於淨化和改革英國國教的信仰者，亦是一位有著宗教改革精神的作家。佛克塞極力提倡謹慎、簡樸、不妥協，並且完全遵守、順服聖經權威─上帝的話語為最高的生活原則，質疑當時羅馬天主教一切不符合聖經的舊有規範與僵化儀式，並且極力反對英國皇室欲恢復天主教在英國的勢力。他的著作與講道篇在英國宗教改革史上有著極重要的地位與影響力。佛克塞對國家歷史與命運的特殊觀點，影響著許多世紀無數英國人的思想；著有《行傳與實錄》（俗名《殉道史》），書中精彩、神化般的敘述了許多殉道者慷慨赴義的英勇事蹟遍及整個歐洲大陸，並且也收錄了英國的殉道者事蹟，重點特別放在瑪麗一世時期，記錄了英國新教徒如何捍衛、堅持信仰與真理，揭發傳統羅馬天主教的信仰弊病。

## 生平簡介
約翰·佛克塞於1516年出生於林肯郡波士頓。佛克塞的父親在他幼年時期就去世，他的母親很快的就帶著他再次改嫁。佛克塞從小就展現出聰穎過人、愛好學習的特質，16歲時，他便在一些朋友們的資助下，進入牛津學府就讀。佛克塞在牛津的期間裡，因著在學習上優異並傑出的表現，很快的就受到學校的青采與讚賞。1537年大學畢業後，佛克塞就被選進麥克德倫學院見習，並於1539年-1540年間擔任該校的邏輯學講師，1543年榮獲碩士學位。此外，他也在這一個時期裡，第一次展現出在創作詩集和撰寫拉丁文喜劇的天份，並且結交了幾位親密的同袍，如：休·拉提默爾及威廉·丁道爾。離開牛津之後，佛克塞曾在沃威克 (Warwivk)郡以及幾個貴族的家庭擔任私人家庭教師的工作，直到1547年他與友人的女兒蘭道爾·愛格尼斯(Agnes Randall)結婚，婚後搬到倫敦以謀生計。
1550年，佛克塞在聖保羅大教堂被倫敦的主教按立為執事，隨後便在理門傳道，成為第一位在當地傳講新教的傳道師。在這段期間，他也出版了一些神學小冊子，並且閱讀了許多的教會歷史。1553年7月，當瑪麗女王登基之後，佛克塞和其他的新教徒一樣，立刻遭受到宗教上的迫害。隨著這第一次逼迫的爆發，佛克塞決定隨從他大多數的友人，一起離開英國並前往歐洲大陸避難，前後共花了5年的時間，於1559年才又順利地返回英國。1560年佛克塞被倫敦主教葛林道爾按立為牧師，並繼續在英國傳講新教的信仰真理，然而因著某些宗教儀式上的顧慮，他堅持成為一名獨立的傳道者，為的是要讓傳道的事工能更自由並不必受到傳統的轄制，因此佛克塞一直以來都以微薄的版稅和稿費做為生活上的主要經濟來源。1575年有兩位荷蘭重浸會信徒因主張與傳統教會不同，而被判以火刑。佛克塞極力奔走，他上書女皇、宮中大臣和最高法院，指出過犯與刑罰的不相稱，盼望能為他們免去酷刑，並且竭力反對處死傳『異端』者，雖然這個努力使這兩名信徒得到1個月的緩刑，但卻終究難逃一死。
佛克塞與其家人一生過著簡樸的生活，雖然常常面臨貧窮的困境，但是對於窮人卻是非常的康慨，身上時常洋溢著一種令人愉快的氣質。然而，他的健康於1586年日漸惡化，於隔年四月安息主懷，葬於倫敦的聖吉爾斯教堂墓園，享年71歲。直到今日，他的墓碑依然矗立，其上的碑文是由他的兒子撒母耳所提的。其妻愛格尼斯女士比他多活了18年，卒於1605年。他們共育有五名子女。

## 歷史背景
英國在十六世紀時期的新、舊宗教鬥爭比在歐洲其他區域進行的更常久。
《殉道史》記敘殉道者事蹟遍及整個歐洲大陸，然而從第8章到第16章裡記載了1500年-1558年在英國的殉道者事蹟，記述自亨利八世為處理個人的婚姻問題，如何使英國脫離傳統羅馬天主教教皇的管轄，宣佈自稱是英國教會的領袖；隨後又轉而接受改革宗、抗議宗的基督信仰；又如何因頑固、偏狹又篤信宗教的瑪麗一世登基之後，處決約有三百名的信仰反抗者，使得英國再次陷入傳統羅馬天主教教皇權下。

## 歷史聲譽
他去世後，佛克塞的《殉道史》予以出版，並很受讀者喜愛。約翰·伯羅評價它是繼聖經之後“對都鐸王朝晚期和斯圖亞特王朝早期的英國新教思想影響最大的一本書。”
然而到了十七世紀末，這部作品被簡化為僅僅包括“最聳人聽聞的酷刑和死亡事件”的一本書，從而給人可怕的印象，這和作者的意圖相去甚遠。因為佛克塞過去常常攻擊天主教和正在興起的高教會派（high-church，又叫高教派）英國國教，這本書的可信度在十九世紀初受到許多作家的挑戰，其中包括最重要的繆爾·梅特蘭（Samuel R. Maitland）。繼梅特蘭的批評之後，在維多利亞時代，有人這樣評論，“在文學上自負的人中，沒有人膽敢把佛克塞作為權威來引用他的作品。” 21世紀初，大衛·羅德斯（David Loades）對梅特蘭的批評做了進一步的分析，他說，梅特蘭配得上真誠這兩個字，值得尊敬，但他畢竟也是有限的。梅特蘭把瓦勒度派殉道者傳記作家的歷史做了詳細拆分，對有些中世紀事件重新進行構造，確實精確到了無可挑剔的程度，但他從來沒有就這些方面處理《殉道史》。恰恰就是在這本書裏，佛克塞表達一個強烈的綜合結論：“作品僅僅是一種捏造和歪曲的組織架構，不能被現代分析所支持。”
直到JF莫茲利（J. F. Mozley）在1940年出版了《約翰·佛克塞》和《他的書》，開啟了佛克塞名譽恢復的重要歷史里程，引起的辯論一直延續至今。最近，佛克塞作為一個在早期現代研究中的開創性人物，人們對他的興趣被重新點燃，這就產生了一種極大的需求，那就是需要出一個《殉道者之書》新的重要版本——《佛克塞殉道者之書集註本》。

### 引用
1. ↑  陶理，《基督教二千年史》，李伯明、林牧野譯（香港：海天書樓，2007年），24。
2. ↑  Lauren S. Bahr.Collier's Encyclopedia with Bibliography and Index (New York, NK: Macmillan Educatuonal Company, 1992), 245.
3. ↑   William Byron Forbush, Fox's Book Of Martyrs (Chicago, IL: Philadelphia, 1975), ix.
4. ↑  The encyclopedia Americana (Danbury, CO: Americana Corporation, 1980), 682-3.
5. ↑  見證出版社編輯，《血證士》，（香港：基道書樓，1988年），viii。
6. ↑  蘇欲曉、梁魯普，《殉道史》（北京：新華書店，2011年），21。
7. ↑  陶理，《基督教二千年史》，李伯明、林牧野譯（香港：海天書樓，2007年），386-7。
8. ↑  華爾克，《基督教會史》，謝受靈、趙毅之譯（香港：基督教文藝出版有限公司，2012年），624-39。
9. ↑  1	John Burrow, A History of Histories (New York: Alfred A. Knopf, 2008), 296.
10. ↑  Freeman, ODNB.
11. ↑   Freeman, ODNB. Maitland, Six letters on Foxe's Acts and Monuments (1837).
12. ↑  D. Trenow, "The Credibility of John Foxe, the 'martyrologist' (1868), quoted in Freeman, ODNB.
13. ↑  David Loades, "The Maitland Controversy"
14. ↑  "John Foxe (1516/17–1587)". Oxford Dictionary of National Biography (online ed.). Oxford University Press.